# 奈良県道31号榛原菟田野御杖線
奈良県道31号榛原菟田野御杖線（ならけんどう31ごう はいばらうたのみつえせん）は、奈良県宇陀市から宇陀郡御杖村に至る県道（主要地方道）である。

## 概要
宇陀市榛原萩原の榛原駅から宇陀市菟田野地区を経由し御杖村桃俣に至る。東吉野 - 御杖村界の差杉峠（西杉峠）付近は自動車交通不能区間となっている。

### 路線データ
- 起点：宇陀市榛原萩原（国道370号交点）
- 終点：宇陀郡御杖村桃俣（国道369号交点）

## 歴史
- 1971年（昭和46年）6月26日 - 建設省（現・国土交通省）が一般県道高野川口橋本線と一般県道高野龍神線を主要地方道橋本高野龍神線に指定。
- 1972年（昭和47年）
  - 5月19日 - 奈良県が主要県道31号橋本高野龍神線を認定。
  - - 和歌山県が主要県道25号橋本高野龍神線を認定。
- 1974年（昭和49年）11月12日 - 主要地方道橋本高野龍神線が一般国道371号に指定。
- 1976年（昭和51年）4月1日 - 建設省が一般県道榛原菟田野線、一般県道菟田野滝野線、一般県道御杖滝野線を主要地方道榛原菟田野御杖線に指定。
- 1977年（昭和52年）
  - 3月29日 - 奈良県が主要県道31号橋本高野龍神線、一般県道榛原菟田野線、一般県道菟田野滝野線、一般県道御杖滝野線を廃止。主要県道31号榛原菟田野御杖線を認定。
  - 6月18日 - 和歌山県が主要県道25号橋本高野龍神線を廃止。
- 1993年（平成5年）5月11日 - 建設省から、主要県道榛原菟田野御杖線が榛原菟田野御杖線として主要地方道に再指定される[1]。

## 路線状況

### 未供用区間
- 吉野郡東吉野村瀧野 - 宇陀郡御杖村桃俣

## 地理

### 通過する自治体
- 宇陀市
- 吉野郡東吉野村
- 宇陀郡御杖村

### 交差する道路
| 交差する道路                                          | 交差する場所 | 交差する場所 | 交差する場所 | 交差する場所     | 備考 |
| ----------------------------------------------------- | ------------ | ------------ | ------------ | ---------------- | ---- |
| 国道370号                                             | 奈良県       | 宇陀市       | 宇陀市       | 榛原駅前         |      |
| 奈良県道198号粟原榛原線                               | 奈良県       | 宇陀市       | 宇陀市       | （榛原下井足）   |      |
| 奈良県道217号高塚野依線                               | 奈良県       | 宇陀市       | 宇陀市       | （榛原比布）     |      |
| 国道166号                                             | 奈良県       | 宇陀市       | 宇陀市       | 岩崎東口         |      |
| 奈良県道218号内牧菟田野線                             | 奈良県       | 宇陀市       | 宇陀市       | （菟田野古市場） |      |
| 国道166号                                             | 奈良県       | 宇陀市       | 宇陀市       | 地蔵ヶ辻         |      |
| 国道166号                                             | 奈良県       | 宇陀市       | 宇陀市       | 新松井橋         |      |
| 奈良県道251号谷尻木津線                               | 奈良県       | 吉野郡       | 東吉野村     | （谷尻）         |      |
| 奈良県道28号吉野室生寺針線                            | 奈良県       | 吉野郡       | 東吉野村     | （瀧野）         |      |
| 吉野郡東吉野村瀧野 - 宇陀郡御杖村桃俣間自動車交通不能 |              |              |              |                  |      |
| 国道369号                                             | 奈良県       | 宇陀郡       | 御杖村       | （桃俣）         |      |

※ 交差する場所の括弧書きは地名、それ以外は交差点名で表示

### 沿線にある施設など
- 榛原駅
- 宇陀市役所
- 宇太水分神社